# Spectrum Equity
Spectrum Equity es una empresa estadounidense de capital inversión centrada en la economía de las nuevas tecnologías de la información y la comunicación (TIC). Tiene sedes en Boston, San Francisco, y Londres.

## Historia
La compañía fue fundada en 1993 por Brion Applegate y William Collatos, y reunió su primer fondo en mayo de 1994.  Brion Applegate había sido socio de fondos como Burr, Egan o Deleage & Co. William Collatos empezó su carrera en TA Associates antes de fundar su propia enseña, Media Communications Partners. Spectrum Equity ha captado desde 1993 siete fondos de inversión privada, haciendo un total de $5.700 millones de dólares en capital de inversión.

## Organización
La empresa se divide en tres sectores: empresas de servicios de software; compañías de internet y medios de comunicación digitales; y empresas de comunicación y ocio. Spectrum Equity busca compañías con modelos sostenibles, con fuertes recursos e ingresos, apalancamiento operativo significativo, márgenes de flujo de dinero efectivo fuertes, y un alto nivel de lealtad de la clientela de la franquicia. La gama de inversiones del fondo va desde los $25 a los $100 millones de dólares, haciéndose con una minoría significativa de la compañía o con el total de la misma. Su área de actuación se centra en América del Norte, Europa Occidental y Australia.
Además de proporcionar capital de inversión para apoyar el crecimiento y la liquidez de la compañía, Spectrum Equity ejerce una función prominente en ayudar a sus compañías en cartera en la implementación de sus planes empresariales. Dentro de los consejos de administración de sus compañías en cartera, el equipo de Spectrum Equity colabora con decisiones estratégicas, transacciones de mercados de capital, reclutamiento de especialistas y nuevas iniciativas empresariales.

## Inversiones
Desde 1993, Spectrum Equity ha invertido en más de 120 compañías, como:
Empresas de software y de comunicación:
- Arrowhead General Insurance Agency (adquirida por Brown & Brown)
- Business Monitor International[5]
- Finalsite
- Geneva Technology Limited (adquirido por Convergys)
- HealthMEDX
- Prezi
- H.O. Sistemas (adquirida por Verisign)
- Illuminet Holdings (adquirida por Verisign)
- Interbank FX (Adquirido por TradeStation/Monex)
- iPay Technologies (adquirida por Jack Henry & Associates)
- ITA Software (adquirido por Google)
- Mortgagebot (adquirida por Davis Henderson)
- NetScreen Tecnologies (adquirida por Juniper Networks)
- Net Health Systems
- Passport Health Communications[6]
- Pictometry International/EagleView
- QTC (adquirida por Lockheed Martin)
- RiskMetrics Group (adquirido por MSCI)
- Seisint (adquirido por LexisNexis)
- Trintech
- Mundial-Control (adquirido por Thomson Reuters)
- ExactBid

Internet y Medios de comunicación Digitales:
- Ancestry.com
- Animoto
- Medios de comunicación de demanda (NYSE: DMD)
- iSelect Ltd.
- Jagex
- Lynda.com
- NetQuote (adquirido por Bankrate)
- SeamlessWeb
- SurveyMonkey
- WeddingWire

Comunicación, Diversión y Medios de comunicación:
- AMC Entertainment (adquirida por Dalian Wanda Group)[7]
- American Tower Corporation (NYSE: AMT)
- Apex Site Management (adquirida por SpectraSite)[8]
- Apprise Media (adquirida por United Business Media)
- Bug Music (adquirida por BMG Rights Management)[9]
- CBD Media (adquirida por Local Insight Media)[10]
- Cellular One (adquirida por AT&T Wireless)
- Chartered Business Services (adquirida por Intersections)[11]
- Choice Cable[12]
- Classic Media (adquirida por Entertainment Rights)[13][14]
- Consolidated Communications (NASDAQ: CNSL)
- Eutelsat (adquirida por Abertis Telecom)[15]
- Golden Sky Holdings (adquirida por Pegasus Communications)
- Internet Network Services (adquirida por Cable & Wireless Worldwide)
- ITXC (adquirida por Teleglobe)
- Jazztel (adquirida por Orange)
- NEP Broadcasting (adquirida por American Securities Capital Partners)[16]
- Patriot Media (adquirida por Comcast)[17]
- RCN Cable[18]
- Sidera Networks (adquirida por Lightower Fiber Networks)[19]